# Silver Fox Island
Silver Fox Island ("Zilvervoseiland") is een onbewoond eiland van 1,9 km² dat deel uitmaakt van de Canadese provincie Newfoundland en Labrador. Het ligt aan de oostkust van Newfoundland in het noorden van Bonavista Bay.

## Geografie
Silver Fox Island is 2,75 km lang en heeft een maximale breedte van 1,2 km. Het eiland ligt minder dan 900 meter ten zuiden van het "vasteland" van Newfoundland, nabij de monding van Indian Bay in Bonavista Bay. In westelijke richting ligt Newfoundland zo'n 4 km van het eiland verwijderd, met Brown Fox Island ertussenin.

## Geschiedenis
Aan de zuidkust van Silver Fox Island bevond zich sinds de vroege 19e eeuw het vissersdorpje Warren's Harbour. De bevolking steeg van 8 inwoners in 1836 naar 49 inwoners in 1884 en 82 inwoners in 1901. De bevolking van het eiland kende zijn hoogtepunt in 1945, toen er 198 mensen geteld werden. Daarna begonnen de inwoners geleidelijk aan te verhuizen richting nabijgelegen plaatsen op Newfoundland zelf, namelijk Wareham, Indian Bay en Dover. In het kader van de hervestigingen in Newfoundland verhuisden de laatste acht families in 1960 naar het "vasteland". Sindsdien is Silver Fox Island onbewoond.

## Zie ook

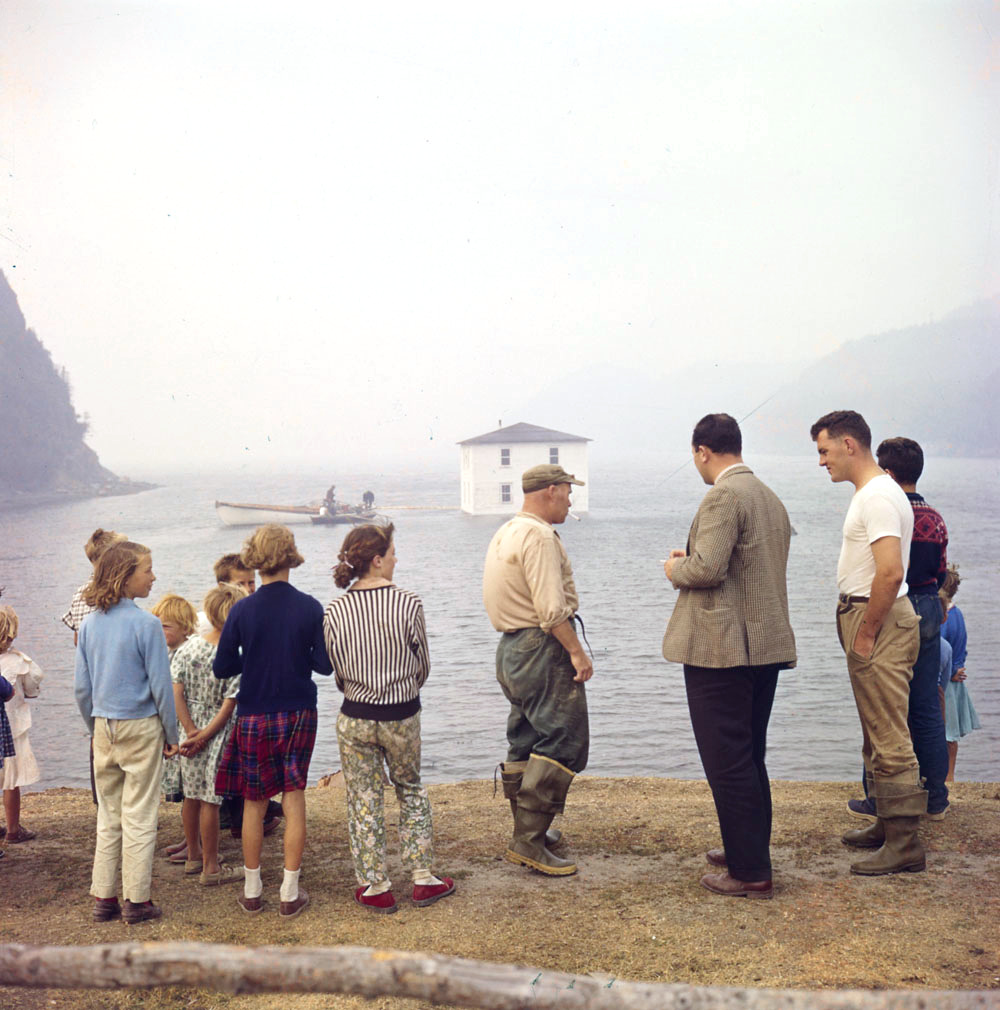
De hervestiging van Silver Fox Island in 1960: een huis wordt via schip verplaatst naar het grotere, op Newfoundland gelegen dorp Dover.